# احمدآباد نیازمردی
احمدآباد نیازمردی یک روستا در ایران است که در بخش مرکزی شهرستان سیرجان واقع شده‌است.